# リンツ綱領 (1926年)
リンツ綱領（リンツこうりょう、独: Linzer Programm）は、1926年11月3日、リンツのオーストリア社会民主党（正確にはオーストリア社会民主労働党）の党大会で採択された同党の綱領である。

## 概要
第一次世界大戦後、第一共和政が樹立されたオーストリアで主導権を握ったオーストリア社会民主党は、暴力革命を通じた権力奪取の方針を採らず、経済の「社会化」を通じて議会政治での影響力を拡大させつつ社会主義革命の機会をうかがう路線を取った。と同時に、同党は大戦とロシア革命による国際的な社会主義陣営の分裂を調停する途を模索した。同党のこのような路線を定式化したのが、左派の理論家・指導者であるオットー・バウアーを中心に執筆されたリンツ綱領であり、「オーストリア・マルクス主義の模範的綱領」と呼ばれている。

## 内容
綱領はヴィクトル・アードラー以来の「統一の思想」を継承し、労働者階級が、日常的改良闘争に終始する修正主義と革命による権力奪取を至上とする共産主義（ソ連社会主義）の2つの陣営へと分裂していくことを批判し、両者の統一の上に社会主義の実現を図る「改良主義とボリシェヴィズムの間」の「第三の道」を定式化した。
その具体的内容は、民主主義を階級闘争の基盤とし、民主主義の実現によってブルジョアジーの階級支配の打倒を展望するとともに、ブルジョアジーが反革命によって民主主義を破壊しようとした場合、労働者階級は国内戦により国家権力を掌握することを確認するものであった。

## 影響
リンツ綱領の「第三の道」に見られる調停主義的路線は、コミンテルンの中心であるロシア共産党からは激しく反発を受けたが、労働者階級の「統一の思想」は社会民主党の分裂を回避し団結を強めるイデオロギーとしての役割を果たした。また、ブルジョアジーの反革命に武装蜂起で対抗する方針は1934年の反ファシズム蜂起（2月内乱）で実行されたが、社会民主党およびその民兵組織である「防衛同盟」は敗北し、同党の壊滅を招いた（第二次世界大戦後に再建された）。